# 47号物品
《47号物品》（英語：Item 47）是由漫威娱乐制作并由迪斯尼工作室家庭娱乐公司发布的一部短片。短片时间发生在《复仇者联盟》之后，这是漫威短片系列的第三部作品。这部影片是由Louis D'Esposito为导演，埃里克·皮尔逊为编剧。丽兹·凯普兰，杰西·布拉德福德的Maximiliano Hernández，Titus Welliver和埃尔南德斯出演本片。本片讲述两名平民得到一把Chitauri枪，并用它进行犯罪。
该片还致使美国广播公司订购电视连续剧《神盾局特工》。

## 故事内容
一对名为本尼和克莱尔的夫妇，找到一把齊塔瑞枪（也就是47号物品），该枪是在纽约市被袭击后被遗留下来。这对夫妻於是用它来抢劫几间银行，引起了神盾局的关注，并指定特工希特维尔和布雷克取回武器，特工希特维尔跟踪夫妇到一家汽车旅馆房间，随后在对抗中旅馆被破坏，赃款被摧毁。不过希特维尔没有杀死情侣，而是邀请他们加入神盾局，本尼加入R＆D'智囊团'，用反向工程来获得齊塔瑞人的技術，而克莱尔则成为布莱克的助手。

## 角色
- 丽兹·凯普兰扮演克莱尔怀斯[1]
- 杰西·布拉德福德（Jesse Bradford）扮演本尼·波拉克[1]
- 麥斯希姆諾·赫南德茲扮演賈斯伯·西德維爾[1]
- 泰塔斯·威利弗扮演布莱克[1]

## 发展
47号物品是漫威娱乐联合总裁Louis D’Espositowei为导演，Eric Pearson为编剧，由Christopher Lennertz作曲。该短片拍摄用了四天时间，长度约为12分钟，而以前的短片没有超过4分钟。该短片源于Pearson和D'Esposito看完复仇者联盟的想法：“纽约被破坏后，武器肯定无处不在。”

## 发布
2012年9月25日，《复仇者联盟》的蓝光影碟中发售，47号物品包含其中。

## 備註
1. ↑  依照漫威電影宇宙中故事發生的時間次序，參見漫威电影宇宙#時間線。
2. ↑  依照有賈斯伯·西德維爾現身的影片上映次序。